# Clytellus viridipennis
Clytellus viridipennis är en skalbaggsart som beskrevs av Hayashi 1977. Clytellus viridipennis ingår i släktet Clytellus och familjen långhorningar. Inga underarter finns listade i Catalogue of Life.